# Baptism: A Journey Through Our Time
Baptism: A Journey Through Our Time — студийный альбом американской фолк-певицы Джоан Баэз, изданный в 1968 году.

## Об альбоме
Baptism: A Journey Through Our Time последний результат совместного творчества Баэз и композитора Питера Шикеле. Этот альбом является сборником стихов известных поэтов (таких как Джеймс Джойс, Уильям Блейк и др.), начитанных и спетых Баэз в сопровождении оркестровой аранжировки.

## Список композиций
Автор музыки ко всем композициям — Питер Шикеле
| №                   | Название                                     | Автор(ы)                | Перевод                            | Длительность |
| ------------------- | -------------------------------------------- | ----------------------- | ---------------------------------- | ------------ |
| 1.                  | «Old Welsh Song»                             | Henry Treece            |                                    | 1:16         |
| 2.                  | «I Saw the Vision of Armies»                 | Уолт Уитмен             |                                    | 1:16         |
| 3.                  | «Minister of War»                            |                         | Артур Уэйли (перевод с китайского) | 1:10         |
| 4.                  | «Song in the Blood»                          | Жак Превер              | Лоуренс Ферлингетти                | 4:27         |
| 5.                  | «Casida of the Lament»                       | Федерико Гарсиа Лорка   | J.L. Gili, Stephen Spender         | 1:03         |
| 6.                  | «Of the Dark Past (Ecce Puer)»               | Джеймс Джойс            |                                    | 1:59         |
| 7.                  | «London»                                     | Уильям Блейк            |                                    | 1:20         |
| 8.                  | «In Guernica»                                | Norman Rosten           |                                    | 1:01         |
| 9.                  | «Who Murdered the Minutes»                   | Henry Treece            |                                    | 3:21         |
| 10.                 | «Oh, Little Child»                           | Henry Treece            |                                    | 1:25         |
| 11.                 | «No Man is an Iland»                         | Джон Донн               |                                    | 0:57         |
| 12.                 | «From Portrait of the Artist as a Young Man» | Джеймс Джойс            |                                    | 2:14         |
| 13.                 | «All the Pretty Little Horses»               | Народная                |                                    | 1:14         |
| 14.                 | «Childhood III»                              | Артюр Рембо             | Louise Varèse                      | 1:09         |
| 15.                 | «The Magic Wood»                             | Henry Treece            |                                    | 2:27         |
| 16.                 | «Poems from the Japanese»                    |                         | Kenneth Rexroth                    | 2:21         |
| 17.                 | «Colours»                                    | Евгений Евтушенко       | Peter Levi, Robin Miller-Gulland   | 1:14         |
| 18.                 | «All in Green Went My Love Riding»           | Каммингс, Эдвард Эстлин |                                    | 3:24         |
| 19.                 | «Gacela of the Dark Death»                   | Федерико Гарсиа Лорка   | J. L. Gili, Stephen Spender        | 2:09         |
| 20.                 | «The Parable of the Old Man and the Young»   | Уилфред Оуэн            |                                    | 0:50         |
| 21.                 | «Evil»                                       | Артюр Рембо             | Norman Cameron                     | 1:31         |
| 22.                 | «Epitaph for a Poet»                         | Каунти Каллен           |                                    | 1:15         |
| 23.                 | «Old Welsh Song»                             | Henry Treece            |                                    | 1:19         |
| Общая длительность: | Общая длительность:                          | Общая длительность:     | Общая длительность:                | 40:14        |

| №                   | Название                                 | Автор(ы)            | Длительность |
| ------------------- | ---------------------------------------- | ------------------- | ------------ |
| 24.                 | «Mystic Numbers: 36. Wedding Song»       | Джеймс Джойс        | 1:05         |
| 25.                 | «When The Shy Star Goes Forth In Heaven» | Уильям Блейк        | 1:21         |
| 26.                 | «Old Welsh Song»                         | Henry Treece        | 1:31         |
| Общая длительность: | Общая длительность:                      | Общая длительность: | 44:11        |

## Участники записи
- Джоан Баэз — чтение стихов, вокал
- Питер Шикеле — аранжировка, дирижёр